# Liga národů UEFA 2022/2023 – Liga A
Liga národů UEFA 2022/23 – Liga A je nejvyšší ze čtyř výkonnostních úrovní Ligy národů UEFA 2022/23, která je třetí sezónou Ligy národů UEFA, mezinárodní fotbalové soutěže pro národních mužské fotbalové týmy z členských asociací UEFA. Ligy A se účastní 16 týmů. 

## Formát
Týmy asociací, které v předchozím ročníku 2020/21 skončily na 1.–16. místě, jsou nejprve rozděleny do 4 skupin, ve kterých proti sobě soupeři hrají každý s každým systémem doma–venku. Skupinová fáze se koná od června do září 2022. Na základě výsledků ve skupinové fázi postupují týmy na prvních místech do finálového turnaje a týmy na čtvrtých místech sestupují pro příští sezónu do Ligy B.

## Týmy
| Tým         | Pos/Ses | Pořadí |
| ----------- | ------- | ------ |
| Francie     |         | 1      |
| Španělsko   |         | 2      |
| Itálie      |         | 3      |
| Belgie      |         | 4      |
| Portugalsko |         | 5      |
| Nizozemsko  |         | 6      |
| Dánsko      |         | 7      |
| Německo     |         | 8      |

| Tým        | Pos/Ses | Pořadí |
| ---------- | ------- | ------ |
| Anglie     |         | 9      |
| Polsko     |         | 10     |
| Švýcarsko  |         | 11     |
| Chorvatsko |         | 12     |
| Wales      | ↑       | 13     |
| Rakousko   | ↑       | 14     |
| Česko      | ↑       | 15     |
| Maďarsko   | ↑       | 16     |

## Výsledky
| Legenda                   |
| ------------------------- |
| Postup na finálový turnaj |
| Sestup do Ligy B          |

### Skupina 1
| Tým        | Z | V | R | P | VB | OB | +/- | B  |
| ---------- | - | - | - | - | -- | -- | --- | -- |
| Chorvatsko | 6 | 4 | 1 | 1 | 8  | 6  | +2  | 13 |
| Dánsko     | 6 | 4 | 0 | 2 | 9  | 5  | +4  | 12 |
| Francie    | 6 | 1 | 2 | 3 | 5  | 7  | -2  | 5  |
| Rakousko   | 6 | 1 | 1 | 4 | 6  | 10 | –4  | 4  |

| Tým        | Rakousko | Dánsko | Francie | Chorvatsko |
| ---------- | -------- | ------ | ------- | ---------- |
| Rakousko   |          | 1:2    | 1:1     | 1:3        |
| Dánsko     | 2:0      |        | 2:0     | 0:1        |
| Francie    | 2:0      | 1:2    |         | 0:1        |
| Chorvatsko | 0:3      | 2:1    | 1:1     |            |

1. kolo
| 3. června 2022 20:45 |     |                                             |                                                                     |
| Chorvatsko           | 0:3 | Rakousko                                    | Stadion Gradski vrt, Osijek diváci: 13 994 rozhodčí: Chris Kavanagh |
|                      |     | Arnautović 41' Gregoritsch 54' Sabitzer 57' | Stadion Gradski vrt, Osijek diváci: 13 994 rozhodčí: Chris Kavanagh |

| 3. června 2022 20:45 |     |                    |                                                                           |
| Francie              | 1:2 | Dánsko             | Stade de France, Saint-Denis, Paříž diváci: 75 833 rozhodčí: Felix Zwayer |
| Benzema 51'          |     | Cornelius 68', 88' | Stade de France, Saint-Denis, Paříž diváci: 75 833 rozhodčí: Felix Zwayer |

2. kolo
| 6. června 2022 22:15 |     |                                 |                                                                    |
| Rakousko             | 1:2 | Dánsko                          | Ernst-Happel-Stadion, Vídeň diváci: 18 700 rozhodčí: Willie Collum |
| Schlager 67'         |     | Højbjerg 28' Stryger Larsen 84' | Ernst-Happel-Stadion, Vídeň diváci: 18 700 rozhodčí: Willie Collum |

| 6. června 2022 20:45 |     |            |                                                            |
| Chorvatsko           | 1:1 | Francie    | Stadion Poljud, Split diváci: 30 000 rozhodčí: Marco Guida |
| Kramarić 83' (pen.)  |     | Rabiot 52' | Stadion Poljud, Split diváci: 30 000 rozhodčí: Marco Guida |

3. kolo
| 10. června 2022 20:45 |     |            |                                                                              |
| Rakousko              | 1:1 | Francie    | Ernst-Happel-Stadion, Vídeň diváci: 44 800 rozhodčí: Anastasios Sidiropoulos |
| Weimann 37'           |     | Mbappé 83' | Ernst-Happel-Stadion, Vídeň diváci: 44 800 rozhodčí: Anastasios Sidiropoulos |

| 10. června 2022 20:45 |     |             |                                                           |
| Dánsko                | 0:1 | Chorvatsko  | Parken, Kodaň diváci: 35 862 rozhodčí: Bartosz Frankowski |
|                       |     | Pašalić 69' | Parken, Kodaň diváci: 35 862 rozhodčí: Bartosz Frankowski |

4. kolo
| 13. června 2022 20:45   |     |          |                                                                      |
| Dánsko                  | 2:0 | Rakousko | Parken, Kodaň diváci: 35 230 rozhodčí: Alejandro Hernández Hernández |
| Wind 21' Skov Olsen 37' |     |          | Parken, Kodaň diváci: 35 230 rozhodčí: Alejandro Hernández Hernández |

| 13. června 2022 20:45 |     |                  |                                                                           |
| Francie               | 0:1 | Chorvatsko       | Stade de France Saint-Denis, Paříž diváci: 77 410 rozhodčí: Orel Grinfeld |
|                       |     | Modrić 5' (pen.) | Stade de France Saint-Denis, Paříž diváci: 77 410 rozhodčí: Orel Grinfeld |

5. kolo
| 22. září 2022 20:45 |     |             |                                                                |
| Chorvatsko          | 2:1 | Dánsko      | Stadion Maksimir, Záhřeb diváci: 22 715 rozhodčí: Davide Massa |
| Sosa 49' Majer 79'  |     | Eriksen 77' | Stadion Maksimir, Záhřeb diváci: 22 715 rozhodčí: Davide Massa |

| 22. září 2022 20:45   |     |          |                                                                             |
| Francie               | 2:0 | Rakousko | Stade de France, Saint-Denis, Paříž diváci: 70 188 rozhodčí: Andreas Ekberg |
| Mbappé 56' Giroud 65' |     |          | Stade de France, Saint-Denis, Paříž diváci: 70 188 rozhodčí: Andreas Ekberg |

6. kolo
| 25. září 2022 20:45 |     |                                 |                                                                        |
| Rakousko            | 1:3 | Chorvatsko                      | Ernst-Happel-Stadion, Vídeň diváci: 45 700 rozhodčí: Artur Soares Dias |
| Baumgartner 9'      |     | Modrić 6' Livaja 69' Lovren 72' | Ernst-Happel-Stadion, Vídeň diváci: 45 700 rozhodčí: Artur Soares Dias |

| 25. září 2022 20:45        |     |         |                                                      |
| Dánsko                     | 2:0 | Francie | Parken, Kodaň diváci: 36 064 rozhodčí: István Kovács |
| Dolberg 34' Skov Olsen 39' |     |         | Parken, Kodaň diváci: 36 064 rozhodčí: István Kovács |

### Skupina 2
| Tým         | Z | V | R | P | VB | OB | +/- | B  |
| ----------- | - | - | - | - | -- | -- | --- | -- |
| Španělsko   | 6 | 3 | 2 | 1 | 8  | 5  | +3  | 11 |
| Portugalsko | 6 | 3 | 1 | 2 | 11 | 3  | +8  | 10 |
| Švýcarsko   | 6 | 3 | 0 | 3 | 6  | 9  | –3  | 9  |
| Česko       | 6 | 1 | 1 | 4 | 5  | 13 | -8  | 4  |

| Tým         | Portugalsko | Česko | Španělsko | Švýcarsko |
| ----------- | ----------- | ----- | --------- | --------- |
| Portugalsko |             | 2:0   | 0:1       | 4:0       |
| Česko       | 0:4         |       | 2:2       | 2:1       |
| Španělsko   | 1:1         | 2:0   |           | 1:2       |
| Švýcarsko   | 1:0         | 2:1   | 0:1       |           |

1. kolo
| 2. června 2022 20:45     |     |            |                                                                           |
| Česko                    | 2:1 | Švýcarsko  | Sinobo Stadium, Praha diváci: 12 236 rozhodčí: Daniel Siebert Harm Osmers |
| Kuchta 11' Sow 58' (vl.) |     | Okafor 44' | Sinobo Stadium, Praha diváci: 12 236 rozhodčí: Daniel Siebert Harm Osmers |

| 2. června 2022 20:45 |     |             |                                                                            |
| Španělsko            | 1:1 | Portugalsko | Estadio Benito Villamarín, Sevilla diváci: 41 236 rozhodčí: Michael Oliver |
| Morata 25'           |     | Horta 82'   | Estadio Benito Villamarín, Sevilla diváci: 41 236 rozhodčí: Michael Oliver |

2. kolo
| 5. června 2022 20:45 |     |                         |                                                                  |
| Česko                | 2:2 | Španělsko               | Sinobo Stadium, Praha diváci: 18 245 rozhodčí: François Letexier |
| Pešek 4' Kuchta 66'  |     | Gavi 45+3' Martínez 90' | Sinobo Stadium, Praha diváci: 18 245 rozhodčí: François Letexier |

| 5. června 2022 20:45 UTC+1                |     |           |                                                                        |
| Portugalsko                               | 4:0 | Švýcarsko | Estádio José Alvalade, Lisabon diváci: 42 325 rozhodčí: Orel Grinfeeld |
| Carvalho 15' Ronaldo 35', 39' Cancelo 68' |     |           | Estádio José Alvalade, Lisabon diváci: 42 325 rozhodčí: Orel Grinfeeld |

3. kolo
| 9. června 2022 20:45 UTC+1 |     |       |                                                                   |
| Portugalsko                | 2:0 | Česko | Estádio José Alvalade, Lisabon diváci: 44 100 rozhodčí: Matej Jug |
| Cancelo 33' Guedes 38'     |     |       | Estádio José Alvalade, Lisabon diváci: 44 100 rozhodčí: Matej Jug |

| 9. června 2022 20:45 |     |             |                                                                   |
| Švýcarsko            | 0:1 | Španělsko   | Stade de Genève, Ženeva diváci: 25 875 rozhodčí: Serdar Gözübüyük |
|                      |     | Sarabia 13' | Stade de Genève, Ženeva diváci: 25 875 rozhodčí: Serdar Gözübüyük |

4. kolo
| 12. června 2022 20:45 |     |       |                                                           |
| Španělsko             | 2:0 | Česko | La Rosaleda, Málaga diváci: 30 389 rozhodčí: Cüneyt Çakır |
| Soler 24' Sarabia 75' |     |       | La Rosaleda, Málaga diváci: 30 389 rozhodčí: Cüneyt Çakır |

| 12. června 2022 20:45 |     |             |                                                             |
| Švýcarsko             | 1:0 | Portugalsko | Stade de Genève, Ženeva diváci: 26 300 rozhodčí: Fran Jović |
| Seferović 1'          |     |             | Stade de Genève, Ženeva diváci: 26 300 rozhodčí: Fran Jović |

5. kolo
| 24. září 2022 20:45 |     |                                         |                                                               |
| Česko               | 0:4 | Portugalsko                             | Fortuna Arena, Praha diváci: 19 322 rozhodčí: Srđan Jovanović |
|                     |     | Dalot 33', 52' Fernandes 45+2' Jota 82' | Fortuna Arena, Praha diváci: 19 322 rozhodčí: Srđan Jovanović |

| 24. září 2022 20:45 |     |                       |                                                               |
| Španělsko           | 1:2 | Švýcarsko             | La Romareda, Zaragoza diváci: 31 809 rozhodčí: Clément Turpin |
| Alba 55'            |     | Akanji 21' Embolo 58' | La Romareda, Zaragoza diváci: 31 809 rozhodčí: Clément Turpin |

6. kolo
| 27. září 2022 20:45 UTC+1 |     |            |                                                                  |
| Portugalsko               | 0:1 | Španělsko  | Estádio Municipal, Braga diváci: 28 196 rozhodčí: Daniele Orsato |
|                           |     | Morata 88' | Estádio Municipal, Braga diváci: 28 196 rozhodčí: Daniele Orsato |

| 27. září 2022 20:45    |     |            |                                                             |
| Švýcarsko              | 2:1 | Česko      | Kybunpark, St. Gallen diváci: 13 353 rozhodčí: Irfan Peljto |
| Freuler 29' Embolo 30' |     | Schick 45' | Kybunpark, St. Gallen diváci: 13 353 rozhodčí: Irfan Peljto |

### Skupina 3
| Tým      | Z | V | R | P | VB | OB | +/- | B  |
| -------- | - | - | - | - | -- | -- | --- | -- |
| Itálie   | 6 | 3 | 2 | 1 | 8  | 7  | +1  | 11 |
| Maďarsko | 6 | 3 | 1 | 2 | 8  | 5  | +3  | 10 |
| Německo  | 6 | 1 | 4 | 1 | 11 | 9  | +2  | 7  |
| Anglie   | 6 | 0 | 3 | 3 | 4  | 10 | –6  | 3  |

| Tým      | Maďarsko | Německo | Itálie | Anglie |
| -------- | -------- | ------- | ------ | ------ |
| Maďarsko |          | 1:1     | 0:2    | 1:0    |
| Německo  | 0:1      |         | 5:2    | 1:1    |
| Itálie   | 2:1      | 1:1     |        | 1:0    |
| Anglie   | 0:4      | 3:3     | 0:0    |        |

1. kolo
| 4. června 2022 18:00  |     |        |                                                                   |
| Maďarsko              | 1:0 | Anglie | Puskás Aréna, Budapešt diváci: 30 000 rozhodčí: Artur Soares Dias |
| Szoboszlai 66' (pen.) |     |        | Puskás Aréna, Budapešt diváci: 30 000 rozhodčí: Artur Soares Dias |

| 4. června 2022 20:45 |     |             |                                                                          |
| Itálie               | 1:1 | Německo     | Stadio Renato Dall'Ara, Bologna diváci: 23 754 rozhodčí: Srđan Jovanović |
| Pellegrini 70'       |     | Kimmich 73' | Stadio Renato Dall'Ara, Bologna diváci: 23 754 rozhodčí: Srđan Jovanović |

2. kolo
| 7. června 2022 20:45 |     |                 |                                                                         |
| Německo              | 1:1 | Anglie          | Allianz Arena, Mnichov diváci: 66 289 rozhodčí: Carlos del Cerro Grande |
| Hofmann 50'          |     | Kane 88' (pen.) | Allianz Arena, Mnichov diváci: 66 289 rozhodčí: Carlos del Cerro Grande |

| 7. června 2022 20:45       |     |                   |                                                                     |
| Itálie                     | 2:1 | Maďarsko          | Stadio Dino Manuzzi, Cesena diváci: 14 942 rozhodčí: Sandro Schärer |
| Barella 30' Pellegrini 45' |     | Mancini 62' (vl.) | Stadio Dino Manuzzi, Cesena diváci: 14 942 rozhodčí: Sandro Schärer |

3. kolo
| 11. června 2022 20:45 UTC+1 |     |        |                                                                          |
| Anglie                      | 0:0 | Itálie | Molineux Stadium, Wolverhampton diváci: 1 782 rozhodčí: Szymon Marciniak |
|                             |     |        | Molineux Stadium, Wolverhampton diváci: 1 782 rozhodčí: Szymon Marciniak |

| 11. června 2022 20:45 |     |            |                                                                             |
| Maďarsko              | 1:1 | Německo    | Puskás Aréna, Budapešt diváci: 55 948 rozhodčí: José María Sánchez Martínez |
| Z. Nagy 6'            |     | Hofmann 9' | Puskás Aréna, Budapešt diváci: 55 948 rozhodčí: José María Sánchez Martínez |

4. kolo
| 14. června 2022 20:45 UTC+1 |     |                                         |                                                                         |
| Anglie                      | 0:4 | Maďarsko                                | Molineux Stadium, Wolverhampton diváci: 28 839 rozhodčí: Clément Turpin |
|                             |     | Sallai 16', 70' Zs. Nagy 80' Gazdag 89' | Molineux Stadium, Wolverhampton diváci: 28 839 rozhodčí: Clément Turpin |

| 14. června 2022 20:45                                        |     |                          |                                                                       |
| Německo                                                      | 5:2 | Itálie                   | Borussia-Park, Mönchengladbach diváci: 44 144 rozhodčí: István Kovács |
| Kimmich 10' Gündoğan 45+4' (pen.) Müller 51' Werner 68', 69' |     | Gnonto 78' Bastoni 90+1' | Borussia-Park, Mönchengladbach diváci: 44 144 rozhodčí: István Kovács |

5. kolo
| 23. září 2022 20:45 |     |            |                                                               |
| Německo             | 0:1 | Maďarsko   | Red Bull Arena, Lipsko diváci: 39 513 rozhodčí: Slavko Vinčić |
|                     |     | Szalai 17' | Red Bull Arena, Lipsko diváci: 39 513 rozhodčí: Slavko Vinčić |

| 23. září 2022 20:45 |     |        |                                                                 |
| Itálie              | 1:0 | Anglie | Stadio Olimpico, Řím diváci: 50 640 rozhodčí: Jesús Gil Manzano |
| Raspadori 68'       |     |        | Stadio Olimpico, Řím diváci: 50 640 rozhodčí: Jesús Gil Manzano |

6. kolo
| 26. září 2022 20:45 UTC+1          |     |                                      |                                                                 |
| Anglie                             | 3:3 | Německo                              | Wembley Stadium, Londýn diváci: 78 949 rozhodčí: Danny Makkelie |
| Shaw 72' Mount 75' Kane 83' (pen.) |     | Gündoğan 52' (pen.) Havertz 67', 87' | Wembley Stadium, Londýn diváci: 78 949 rozhodčí: Danny Makkelie |

| 26. září 2022 20:45 |     |                           |                                                                |
| Maďarsko            | 0:2 | Itálie                    | Puskás Aréna, Budapešť diváci: 57 300 rozhodčí: Benoît Bastien |
|                     |     | Raspadori 27' Dimarco 52' | Puskás Aréna, Budapešť diváci: 57 300 rozhodčí: Benoît Bastien |

### Skupina 4
| Tým        | Z | V | R | P | VB | OB | +/- | B  |
| ---------- | - | - | - | - | -- | -- | --- | -- |
| Nizozemsko | 6 | 5 | 1 | 0 | 14 | 6  | +8  | 16 |
| Belgie     | 6 | 3 | 1 | 2 | 11 | 8  | +3  | 10 |
| Polsko     | 6 | 2 | 1 | 3 | 6  | 12 | –6  | 7  |
| Wales      | 6 | 0 | 1 | 5 | 6  | 11 | –5  | 1  |

| Tým        | Nizozemsko | Polsko | Wales | Belgie |
| ---------- | ---------- | ------ | ----- | ------ |
| Nizozemsko |            | 2:2    | 3:2   | 1:0    |
| Polsko     | 0:2        |        | 2:1   | 0:1    |
| Wales      | 1:2        | 0:1    |       | 1:1    |
| Belgie     | 1:4        | 6:1    | 2:1   |        |

'1. kolo
| 1. června 2022 20:45       |     |              |                                                                    |
| Polsko                     | 2:1 | Wales        | Městský stadion, Vratislav diváci: 35 214 rozhodčí: Rade Obrenovic |
| Kamiński 72' Świderski 85' |     | Williams 52' | Městský stadion, Vratislav diváci: 35 214 rozhodčí: Rade Obrenovic |

| 3. června 2022 20:45 |     |                                          |                                                                             |
| Belgie               | 1:4 | Nizozemsko                               | Stadion krále Baudouina, Brusel diváci: 38 327 rozhodčí: José María Sánchez |
| Batshuayi 90+3'      |     | Bergwijn 40' Depay 51', 65' Dumfries 61' | Stadion krále Baudouina, Brusel diváci: 38 327 rozhodčí: José María Sánchez |

2. kolo
| 8. června 2022 20:45                                                   |     |                 |                                                                        |
| Belgie                                                                 | 6:1 | Polsko          | Stadion krále Baudouina, Brusel diváci: 27 409 rozhodčí: Ivan Kružliak |
| Witsel 42' De Bruyne 59' Trossard 73', 80' Dendoncker 83' Openda 90+3' |     | Lewandowski 28' | Stadion krále Baudouina, Brusel diváci: 27 409 rozhodčí: Ivan Kružliak |

| 8. června 2022 20:45 UTC+1 |     |                                |                                                                     |
| Wales                      | 1:2 | Nizozemsko                     | Cardiff City Stadium, Cardiff diváci: 23 395 rozhodčí: Glenn Nyberg |
| Norrington-Davies 90+2'    |     | Koopmeiners 50' Weghorst 90+4' | Cardiff City Stadium, Cardiff diváci: 23 395 rozhodčí: Glenn Nyberg |

3. kolo
| 11. června 2022 20:45     |     |                        |                                                              |
| Nizozemsko                | 2:2 | Polsko                 | De Kuip, Rotterdam diváci: 39 382 rozhodčí: Halil Umut Meler |
| Klaassen 51' Dumfries 54' |     | Cash 18' Zieliński 49' | De Kuip, Rotterdam diváci: 39 382 rozhodčí: Halil Umut Meler |

| 11. června 2022 20:45 UTC+1 |     |               |                                                                       |
| Wales                       | 1:1 | Belgie        | Cardiff City Stadium, Cardiff diváci: 27 188 rozhodčí: Benoît Bastien |
| Johnson 86'                 |     | Tielemans 51' | Cardiff City Stadium, Cardiff diváci: 27 188 rozhodčí: Benoît Bastien |

4. kolo
| 14. června 2022 20:45          |     |                               |                                                            |
| Nizozemsko                     | 3:2 | Wales                         | De Kuip, Rotterdam diváci: 37 247 rozhodčí: Horațiu Feșnic |
| Lang 17' Gakpo 23' Depay 90+3' |     | Johnson 26' Bale 90+2' (pen.) | De Kuip, Rotterdam diváci: 37 247 rozhodčí: Horațiu Feșnic |

| 14. června 2022 20:45 |     |               |                                                                |
| Polsko                | 0:1 | Belgie        | Národní stadion, Varšava diváci: 56 803 rozhodčí: Irfan Peljto |
|                       |     | Batshuayi 16' | Národní stadion, Varšava diváci: 56 803 rozhodčí: Irfan Peljto |

5. kolo
| 22. září 2022 20:45         |     |           |                                                                        |
| Belgie                      | 2:1 | Wales     | Stadion krále Baudouina, Brusel diváci: 28 463 rozhodčí: Ali Palabıyık |
| De Bruyne 10' Batshuayi 37' |     | Moore 50' | Stadion krále Baudouina, Brusel diváci: 28 463 rozhodčí: Ali Palabıyık |

| 22. září 2022 20:45 |     |                        |                                                                                 |
| Polsko              | 0:2 | Nizozemsko             | Národní stadion, Varšava diváci: 56 673 rozhodčí: Alejandro Hernández Hernández |
|                     |     | Gakpo 13' Bergwijn 60' | Národní stadion, Varšava diváci: 56 673 rozhodčí: Alejandro Hernández Hernández |

6. kolo
| 25. září 2022 20:45 |     |        |                                                                       |
| Nizozemsko          | 1:0 | Belgie | Johan Cruyff ArenA, Amsterdam diváci: 52 314 rozhodčí: Anthony Taylor |
| Van Dijk 73'        |     |        | Johan Cruyff ArenA, Amsterdam diváci: 52 314 rozhodčí: Anthony Taylor |

| 25. září 2022 20:45 UTC+1 |     |               |                                                                         |
| Wales                     | 0:1 | Polsko        | Cardiff City Stadium, Cardiff diváci: 31 520 rozhodčí: Andris Treimanis |
|                           |     | Świderski 58' | Cardiff City Stadium, Cardiff diváci: 31 520 rozhodčí: Andris Treimanis |